# Acacia lentiginea
Acacia lentiginea é uma espécie de leguminosa do gênero Acacia, pertencente à família Fabaceae.